# The Lords of Discipline
The Lords of Discipline američki je film redatelja Franca Roddama iz 1983. godine. Scenarij za film napisali su Lloyd Fonvielle i Thomas Pope, prema noveli Pata Conroya. Glazbu za film je skladao Howard Blake. Glavne uloge tumače David Keith, Robert Prosky, Mark Breland, G.D. Spradlin, Michael Biehn i Barbara Babcock. Film je u cijelosti snimljen u Engleskoj, jer niti jedna američka vojna akademija nije odobrila lokaciju za snimanje.

## Radnja
Godina je 1968., Vojni Institut u Sjevernoj Karolini sprema se učiniti nešto što dosad nikad nisu učinili tijekom svoga postojanja – dopustiti crncu da postane član kadeta. Will McLean, stariji kadet, dobiva zadaću da čuva pridošlicu i pobrine se da uspješno završi godinu. No, može li se Will suprotstaviti moći "Desetorice", tajnog društva unutar akademije koji su se zakleli da će očuvati "čistoću" instituta, svim rasploživim sredstvima?

## Uloge
- David Keith – Will McLean
- Robert Prosky – The Bear
- Mark Breland – Pearce
- G. D. Spradlin – general Durrell
- Michael Biehn – Alexander
- Rick Rossovich – Pig
- Judge Reinhold – Maccabee
- Bill Paxton – Gilbreath
- Barbara Bosson – gđa. Durrell
- Mitchell Lichtenstein – Tradd St. Croix
- Malcolm Danare – Poteete

## Vanjske poveznice
- The Lords of Discipline u internetskoj bazi filmova IMDb-a